# Baseball and Bloomers
Baseball and Bloomers er en amerikansk stumfilm fra 1911.

## Medvirkende
- William Garwood
- Marguerite Snow